# Каліновиці-Дольні
Каліновиці-Дольні (пол. Kalinowice Dolne, нім. Oberkunzendorf) — село в Польщі, у гміні Зембіце Зомбковицького повіту Нижньосілезького воєводства.
Населення — 196 осіб (2011).
У 1975-1998 роках село належало до Валбжиського воєводства.

## Демографія
Демографічна структура станом на 31 березня 2011 року:
|          | Загалом | Допрацездатний вік | Працездатний вік | Постпрацездатний вік |
| -------- | ------- | ------------------ | ---------------- | -------------------- |
| Чоловіки | 94      | 25                 | 63               | 6                    |
| Жінки    | 102     | 16                 | 63               | 23                   |
| Разом    | 196     | 41                 | 126              | 29                   |